# Ultra Records
Ultra Records — американский независимый лейбл звукозаписи. Был основан в 1995 году в городе Нью-Йорк бывшим руководителем лейблов PolyGram и Virgin, Патриком Мокси, одновременно ставшим его владельцем.
24 июля 2006 года Ultra Records подписал соглашение, по которому лейбл присоединился к Альтернативному Альянсу Дистрибьюторов/Warner family, который с сентября 2006 года начал распространять записи его артистов, включая Tiësto и Kaskade. На 24-й ежегодной зимней музыкальной конференции IDMA Ultra Records стал победителем в номинации «Лучший американский танцевальный лейбл». Также лейбл получил награду от журнала Billboard в категории Dance Airplay Label of the year в 2005, 2006, 2007 и 2008 годах.
28 октября 2009 года журнал DJ Magazine объявил о составе своего ежегодного Top 100 DJ Poll, где у Ultra Records оказалось 8 позиций в Top 10, включая Армина ван Бюрена (#1), Tiësto (#2), Above & Beyond (#4) и Пола ван Дайка (#5).

## Артисты лейбла
| - Above & Beyond - Annet Artani - Barthezz - Basement Jaxx - Basshunter - Benny Benassi - Calvin Harris - Chicane - Countess LuAnn - Давид Гетта (только альбом Pop Life) - Deadmau5 - Enferno - Федде Ле Гранд - Ferry Corsten - Grum - Mahmut Orhan - Martin Ikin - Marshall Jefferson | - Haddaway - Honorobel - Inna - J Brazil - JES - Jody den Broeder - Jump Smokers - Kaskade - Kim Sozzi - Late Night Alumni - Make the Girl Dance - Медина - Edward Maya - O-Zone | * Boris Way - Пол ван Дайк - Pitbull - Riz - Robbie Rivera - Sander Kleinenberg - Second Sun - Serge Devant - Sharam - Shiny Toy Guns - Sidney Samson - Steve Smooth - Tiësto - Tom Swoon - Vassy - Wolfgang Gartner - Yolanda Be Cool - Эра Истрефи - Sofi Tukker - Varmix - Hafex |

Источник:

## Сублейблы
- Escondida Music
- Sequence Records
- You Records

## Компиляция
Ultra Records выпустил множество компиляций танцевальной музыки. Ниже представлены следующие серии:
- Club Anthems Vol. 1 — 3
- Ultra.Chilled 01 — 06
- Ultra Electro 1 — 3
- Ultra.Dance 01 — 12
- Ultra.Trance 1 — 09
- Out.Anthems Vol. 1 — 4
- Ultra.80's vs Electro 1
- Ultra.Club Classics: '90s 1
- Ultra.Video (DVD) 1 — 2
- Ultra.Weekend 1 — 6
- Ultra.Rock Remixed
- Ultra.2008
- Ultra.2009
- Ultra.2010
- Ultra.2011
- Ultra.10 1
- Ultra Hits 1
- Ultra.Mix 1 — 3
- Just Dance 1 — 3
- Ultra.Latino 1

## Фестивали

### Ultra:NY
16 сентября 2006 года Ultra Records провёл танцевальный фестиваль Ultra:NY в нью-йоркском центральном парке. Там выступили Danny Tenaglia, Timo Maas, Пол Окенфолд, The Chemical Brothers и Mylo. В фестивале также принимали участие Erick Morillo, David Waxman, Boris, Liquid Todd и Kevens.

## Список главных артистов лейбла
- Deadmau5
- Akon
- Beenie Man
- Crookers
- Evidence
- George Acosta
- Jonathan Peters
- Kaskade
- Max Glazer
- Nicki Minaj
- Sander Kleinenberg
- Slick Rick
- Sofi Tukker